# Escut d'Argelaguer
L'escut oficial d'Argelaguer és un dels símbols oficials d'aquest municipi i es descriu mitjançant el següent blasonament:
Escut caironat: d'argent, un ram d'argelaga de sinople florit d'or. Per timbre una corona mural de poble.

## Disseny
La composició de l'escut està formada sobre un fons en forma de quadrat recolzat sobre un dels seus vèrtexs, anomenat escut caironat, segons la configuració difosa a Catalunya i d'altres indrets de l'antiga Corona d'Aragó i adoptada per l'administració a les seves especificacions per al disseny oficial dels municipis dels ens locals. És de color blanc o gris clar (argent), amb la representació heràldica d'un ram d'argelaga de color verd (sinople) amb les flors de color groc (florit d'or).
L'escut està acompanyat a la part superior d'un timbre en forma de corona mural, que és l'adoptada pel Departament de Governació d'Administracions Locals de la Generalitat de Catalunya per timbrar genèricament els escuts dels municipis. En aquest cas, es tracta d'una corona mural de poble, que bàsicament és un llenç de muralla groc (or) amb portes i finestres de color negre (tancat de sable), amb quatre torres merletades, de les quals se'n veuen tres.

## Història
Va ser aprovat el 25 de novembre de 1991 i publicat al DOGC el 9 de desembre del mateix any amb el número 1527. La mata d'argelaga és un senyal parlant referent al nom del poble, que significa "lloc d'argelagues". L'antic escut era pràcticament similar, a l'hora d'oficialitzar-lo bàsicament se'n va adaptar la forma i la corona.